# Sæsoner af Orange County
Orange County er en amerikansk drama serie, skabt af Josh Schwartz. Den havde premiere på tv-stationen FOX den 5. august 2003 med afsnittet "Pilot". Orange County foregår i Newport Beach, Orange County, Californien og handler om beboerne i det velhavende, havnesamfund. Serien handler især om familien Cohen og familien Cooper, og Cohenfamiliens adoption af Ryan Atwood, en plaget teenager fra Chino, Californien. Serien fortsatte indtil den 22. februar 2007, med 92 afsnit delt over fire sæsoner. Den første sæson indeholder 27 afsnit, den anden sæson 24 afsnit, med to specialafsnit som indledning. Disse specialafsnit gav et tilbageblik på første sæson og en forpremiere på anden sæson. Sæson tre indeholder 25 afsnit, men kun 16 afsnit blev bestilt til den fjerde og sidste sæson, da serien blev aflyst på grund af faldende seertal.
Alle fire sæsoner er tilgængelig på DVD i Region 1, 2 og 4. Desuden blev Orange County: Den Komplette Serie udgivet den 27. november 2007 i USA og Canada. Den Komplette Serie indeholder en genindspilning af første sæson i bredformat. Den 19. november 2007 blev "Den Komplette Serie" udgivet på DVD i Region 2. Denne udgave indeholder dog ikke den genindspillede udgave af første sæson. For amerikanere er et skiftende udvalg af afsnit tilgængelige til gratis streaming på Hulu og The WBs hjemmeside. På US iTunes Store, kan alle registrerede brugere, købe eller downloade alle afsnit af første, anden og fjerde sæson. Disse sæsoner er også tilgængelige i USA som video on demand hos Amazon Unbox. I oktober 2008 blev første og anden sæson tilgængelige på Storbritanniens iTunes Store. I USA kan den fjerde sæson købes på Xbox Live Marketplace, for registrerede brugere.

## Serieoverblik
| Visningsdato i amerikansk tv | Visningsdato i amerikansk tv | Visningsdato i amerikansk tv | Visningsdato i amerikansk tv | DVD-udgivelsesdato             | DVD-udgivelsesdato                                                | DVD-udgivelsesdato                         | DVD-udgivelsesdato |
| Sæson                        | Sæson                        | Afsnit                       | Oprindeligt sendt            | Region 1                       | Region 2 og 4                                                     | Navn                                       | Diske              |
| ---------------------------- | ---------------------------- | ---------------------------- | ---------------------------- | ------------------------------ | ----------------------------------------------------------------- | ------------------------------------------ | ------------------ |
|                              | Sæson 1                      | 27                           | 2003 – 2004                  | USA, Canada: 26. oktober 2004  | UK:18. oktober 2004 AUS: 2. februar 2005 DEN: 5. maj 2005         | Orange County - Den Komplette Første Sæson | 7                  |
|                              | Sæson 2                      | 24                           | 2004 – 2005                  | USA, Canada: 23. august 2005   | UK: 8. august 2005 AUS: 7. september 2005 DEN: 22. november 2005  | Orange County - Den Komplette Anden Sæson  | 6                  |
|                              | Sæson 3                      | 25                           | 2005 – 2006                  | USA, Canada: 24. oktober 2006  | UK: 4. september 2006 AUS: 6. september 2006 DEN: 23. januar 2007 | Orange County - Den Komplette Tredje Sæson | 7                  |
|                              | Sæson 4                      | 16                           | 2006 – 2007                  | USA, Canada: 22. maj 2007      | UK: 28. maj 2007 AUS: 4. juli 2007 DEN: 9. januar 2008            | Orange County - Den Komplette Fjerde Sæson | 5                  |
| I alt                        | I alt                        | 92                           | 2003 – 2007                  | USA, Canada: 27. november 2007 | UK: 19. november 2007 DEN: 4. november 2008                       | Orange County - Den Komplette Serie        | 25/28              |

## Sæson 1
Sæson et blev udsendt fra 5. august 2003 til 5. maj 2004. De oprindelige udsendelsesdatoer (USA) er listet herunder for hvert afsnit.
Sæson et begynder med et biltyveri af Ryan Atwood og hans storebror. Hans bror skal i fængsel, mens Ryan bliver adopteret af den velhavende familien Cohen. Herefter følger man Ryans kamp for at tilpasse sig i et helt andet samfund, end det han kommer fra. Sæson et dækker første år på gymnasiet.
Den originale sendedato er den dag, afsnittet blev udsendt første gang i USA på FOX.
| Serie # | Sæson # | Titel                       | Instruktør             | Forfatter(e)                       | Original sendedato |
| 1       | 1       | ""Pilot"                    | Doug Liman             | Josh Schwartz                      | 5. august 2003     |
| 2       | 2       | "The Model Home"            | Doug Liman             | Allan Heinberg & Josh Schwartz     | 12. august 2003    |
| 3       | 3       | "The Gamble"                | Ian Toynton            | Jane Espenson                      | 19. august 2003    |
| 4       | 4       | "The Debut"                 | Daniel Attias          | Allan Heinberg & Josh Schwartz     | 26. august 2003    |
| 5       | 5       | "The Outsider"              | Jesús Salvador Treviño | Melissa Rosenberg                  | 2. september 2003  |
| 6       | 6       | "The Girlfriend"            | Steve Robman           | Josh Schwartz & Debra J. Fisher    | 9. september 2003  |
| 7       | 7       | "The Escape"                | Sanford Bookstaver     | Josh Schwartz                      | 16. september 2003 |
| 8       | 8       | "The Rescue"                | Michael Lange          | Melissa Rosenberg & Allan Heinberg | 29. oktober 2003   |
| 9       | 9       | "The Heights"               | Patrick Norris         | Debra J. Fisher & Erica Messer     | 5. november 2003   |
| 10      | 10      | "The Perfect Couple"        | Michael Fresco         | Allan Heinberg                     | 12. november 2003  |
| 11      | 11      | "The Homecoming"            | Keith Samples          | Josh Schwartz & Brian Oh           | 19. november 2003  |
| 12      | 12      | ""The Secret"               | James Marshall         | Allan Heinberg & Josh Schwartz     | 26. november 2003  |
| 13      | 13      | "The Best Chrismukkah Ever" | Sanford Bookstaver     | Stephanie Savage                   | 3. december 2003   |
| 14      | 14      | ""The Countdown"            | Michael Fresco         | Josh Schwartz                      | 17. december 2003  |
| 15      | 15      | "The Third Wheel"           | Sandy Smolan           | Melissa Rosenberg                  | 7. januar 2004     |
| 16      | 16      | "The Links"                 | Michael Lange          | Debra J. Fisher & Erica Messer     | 14. januar 2004    |
| 17      | 17      | "The Rivals"                | Ian Toynton            | Josh Schwartz                      | 21. januar 2004    |
| 18      | 18      | "The Truth"                 | Rodman Flender         | Allan Heinberg                     | 11. februar 2004   |
| 19      | 19      | "The Heartbreak"            | Lev L. Spiro           | Josh Schwartz                      | 18. februar 2004   |
| 20      | 20      | "The Telenovela"            | Sanford Bookstaver     | Stephanie Savage                   | 25. februar 2004   |
| 21      | 21      | "The Goodbye Girl"          | Patrick Norris         | Josh Schwartz                      | 3. marts 2004      |
| 22      | 22      | "The L.A."                  | David M. Barrett       | Josh Schwartz                      | 24. marts 2004     |
| 23      | 23      | "The Nana"                  | Michael Lange          | Allan Heinberg                     | 31. marts 2004     |
| 24      | 24      | "The Proposal"              | Helen Shaver           | Liz Friedman & Josh Schwartz       | 14. april 2004     |
| 25      | 25      | "The Shower"                | Sandy Smolan           | J. J. Philbin                      | 21. april 2004     |
| 26      | 26      | ""The Strip"                | James Marshall         | Allan Heinberg                     | 28. april 2004     |
| 27      | 27      | "The Ties That Bind"        | Patrick Norris         | Josh Schwartz                      | 5. maj 2004        |

## Sæson 2
Sæson to blev udsendt fra 4. november 2004 til 19. maj 2005. I tillæg til de 24 normale afsnit i sæson to, blev der udsendt to specialafsnit, der gav en opsummering af sæson et samt et indblik i den nye sæson. Nicholas Gonzalez, Michael Cassidy, Shannon Lucio  og Olivia Wilde sluttede sig til rollebesætningen som henholdsvis D.J., Zack Stevens, Lindsay Gardner og Alex Kelly.
Sæson to introducerede et par nye karakterer til serien, deriblandt Marissas ferieflirt D.J. Ryan og Marissa har svært ved at få deres forhold til at fungere, så de ender begge med at finde nye partnere. Sæson to dækker andet år på gymnasiet.
Den originale sendedato er den dag, afsnittet blev udsendt første gang i USA på FOX.
| Serie # | Sæson # | Titel                                | Instruktør            | Forfatter(e)                   | Original sendedato |
| 28      | 1       | "The Distance"                       | Ian Toynton           | Josh Schwartz                  | 4. november 2004   |
| 29      | 2       | "The Way We Were"                    | Michael Lange         | Allan Heinberg                 | 11. november 2004  |
| 30      | 3       | "The New Kids on the Block"          | Lev L. Spiro          | Stephanie Savage               | 18. november 2004  |
| 31      | 4       | "The New Era"                        | Michael Fresco        | J. J. Philbin                  | 2. december 2004   |
| 32      | 5       | "The SnO.C."                         | Ian Toynton           | John Stephens                  | 9. december 2004   |
| 33      | 6       | "The Chrismukkah That Almost Wasn't" | Tony Wharmby          | Josh Schwartz                  | 16. december 2004  |
| 34      | 7       | "The Family Ties"                    | Lesli Glatter         | Drew Greenberg & Josh Schwartz | 6. januar 2005     |
| 35      | 8       | "The Power of Love"                  | Michael Lange         | John Stephens                  | 13. januar 2005    |
| 36      | 9       | "The Ex-Factor"                      | Michael Fresco        | J. J. Philbin                  | 20. januar 2005    |
| 37      | 10      | "The Accomplice"                     | Ian Toynton           | Allan Heinberg                 | 27. januar 2005    |
| 38      | 11      | "The Second Chance"                  | Tony Wharmby          | Drew Greenberg & Josh Schwartz | 3. februar 2005    |
| 39      | 12      | "The Lonely Hearts Club"             | Ian Toynton           | J. J. Philbin                  | 10. februar 2005   |
| 40      | 13      | "The Test"                           | Michael Lange         | John Stephens                  | 17. februar 2005   |
| 41      | 14      | "The Rainy Day Women"                | Michael Fresco        | Josh Schwartz                  | 24. februar 2005   |
| 42      | 15      | "The Mallpisode"                     | Ian Toynton           | Stephanie Savage               | 10. marts 2005     |
| 43      | 16      | "The Blaze of Glory"                 | Robert Duncan McNeill | Mike Kelley                    | 17. marts 2005     |
| 44      | 17      | "The Brothers Grim"                  | Michael Lange         | J. J. Philbin                  | 24. marts 2005     |
| 45      | 18      | "The Risky Business"                 | Norman Buckley        | Cory Martin                    | 7. april 2005      |
| 46      | 19      | "The Rager"                          | Tony Wharmby          | John Stephens                  | 14. april 2005     |
| 47      | 20      | "The O.C. Confidential"              | Tony Wharmby          | Mike Kelley                    | 21. april 2005     |
| 48      | 21      | "The Return of the Nana"             | Ian Toynton           | Josh Schwartz                  | "28. april 2005*   |
| 49      | 22      | "The Showdown"                       | Michael Fresco        | John Stephens                  | "5. maj 2005*      |
| 50      | 23      | "The O.Sea"                          | Michael Lange         | J. J. Philbin                  | 12. maj 2005       |
| 51      | 24      | "The Dearly Beloved"                 | Ian Toynton           | Josh Schwartz                  | 19. maj 2005       |

- ↑* – Disse afsnit blev første gang vist på CTV i Canada, kl. 8:00 pm efter ET. I USA blev afsnit 21, "The Return of the Nana", udsat på grund af en pressekonference af Præsident Bush.[33] Afsnittet blev i stedet sendt ugen efter, kl. 8:00 pm efter ET, umiddelbart før det næste afsnit, "The Showndown", som blev vist kl. 9:00 pm.[34]

## Sæson 3
Sæson tre blev udsendt fra 8. september 2005 til 18. maj 2006. Autumn Reeser, Cam Gigandet, Ryan Donowho og Johnny Lewis sluttede sig til rollebesætningen som henholdsvis den nye elevrådsformand, Taylor Townsend, surferrivalen Kevin Volchok, Marissas nye skolekammerat Johnny Harper og hans ven Chili.
Sæson tre dækker tredje og sidste år på gymnasiet.
Den originale sendedato er den dag, afsnittet blev udsendt første gang i USA på FOX.
| Serie # | Sæson # | Titel                             | Instruktør            | Forfatter(e)                     | Original sendedato |
| 52      | 1       | "The Aftermath"                   | Ian Toynton           | Josh Schwartz                    | 8. september 2005  |
| 53      | 2       | ""The Shape of Things to Come"    | Tony Wharmby          | J. J. Philbin                    | 15. september 2005 |
| 54      | 3       | "The End of Innocence"            | Michael Lange         | Stephanie Savage                 | 22. september 2005 |
| 55      | 4       | "The Last Waltz"                  | John Stephens         | Ian Toynton                      | 29. september 2005 |
| 56      | 5       | "The Perfect Storm"               | Tony Wharmby          | Mike Kelley                      | 3. november 2005   |
| 57      | 6       | "The Swells"                      | Michael Fresco        | J. J. Philbin                    | 10. november 2005  |
| 58      | 7       | "The Anger Management"            | Michael Fresco        | John Stephens                    | 17. november 2005  |
| 59      | 8       | "The Game Plan"                   | Tate Donovan          | Cory Martin                      | 1. december 2005   |
| 60      | 9       | "The Disconnect"                  | Tony Wharmby          | Stephanie Savage                 | 8. december 2005   |
| 61      | 10      | "The Chrismukkah Bar-Mitzvahkkah" | Ian Toynton           | Josh Schwartz                    | 15. december 2005  |
| 62      | 11      | "The Safe Harbor"                 | Tony Wharmby          | Mike Kelley                      | 12. januar 2006    |
| 63      | 12      | "The Sister Act"                  | Ian Toynton           | Leila Gerstein                   | 19. januar 2006    |
| 64      | 13      | "The Pot Stirrer"                 | Norman Buckley        | John Stephens                    | 26. januar 2006    |
| 65      | 14      | "The Cliffhanger"                 | Michael Lange         | J. J. Philbin                    | 2. februar 2006    |
| 66      | 15      | "The Heavy Lifting"               | Ian Toynton           | Stephanie Savage                 | 9. februar 2006    |
| 67      | 16      | "The Road Warrior"                | Michael Fresco        | Mike Kelley                      | 9. marts 2006      |
| 68      | 17      | "The Journey"                     | Roxann Dawson         | John Stephens                    | 16. marts 2006     |
| 69      | 18      | "The Undertow"                    | Robert Duncan McNeill | Mark Fish & J. J. Philbin        | 23. marts 2006     |
| 70      | 19      | "The Secrets and Lies"            | Michael Fresco        | Stephanie Savage & Josh Schwartz | 30. marts 2006     |
| 71      | 20      | ""The Day After Tomorrow"         | Norman Buckley        | Leila Gerstein                   | 6. april 2006      |
| 72      | 21      | "The Dawn Patrol"                 | Ian Toynton           | Mike Kelley                      | 13. april 2006     |
| 73      | 22      | "The College Try"                 | Tony Wharmby          | J. J. Philbin                    | 20. april 2006     |
| 74      | 23      | "The Party Favor"                 | Michael Lange         | John Stephens                    | 27. april 2006     |
| 75      | 24      | "The Man of the Year"             | Tony Wharmby          | Stephanie Savage                 | 4. maj 2006        |
| 76      | 25      | "The Graduates"                   | Ian Toynton           | Bob DeLaurentis & Josh Schwartz  | 18. maj 2006       |

## Sæson 4
Sæson fire blev udsendt fra 2. november 2006 til 22. februar 2007. Kevin Sorbo, Gary Grubbs, Brandon Quinn, Chris Pratt, Wayne Dalglish og Corey Price sluttede sig til rollebesætningen som henholdsvis Ryans far Frank, oliehandleren der kalder sig selv Bullit, hans søn Spencer, miljøaktivisten Che, og Luke Wards yngre tvillinge brødre Brad og Eric.
Sæson fire dækker året efter gymnasiet, hvor de karaktererne skilles og går i gang med hver sit.
Den originale sendedato er den dag, afsnittet blev udsendt første gang i USA på FOX.
| Serie # | Sæson # | Titel                           | Instruktør      | Forfatter(e)                     | Original sendedato |
| 77      | 1       | "The Avengers"                  | Ian Toynton     | Josh Schwartz                    | 2. november 2006   |
| 78      | 2       | "The Gringos"                   | Patrick Norris  | John Stephens                    | "7. november 2006† |
| 79      | 3       | "The Cold Turkey"               | Michael Lange   | J. J. Philbin                    | 9. november 2006   |
| 80      | 4       | "The Metamorphosis"             | Norman Buckley  | Leila Gerstein                   | 16. november 2006  |
| 81      | 5       | "The Sleeping Beauty"           | Ian Toynton     | John Stephens                    | 30. november 2006  |
| 82      | 6       | "The Summer Bummer"             | Michael Lange   | Josh Schwartz & Stephanie Savage | 7. december 2006   |
| 83      | 7       | "The Chrismukk-huh?"            | Ian Toynton     | J. J. Philbin & John Stephens    | 14. december 2006  |
| 84      | 8       | "The Earth Girls Are Easy"      | Norman Buckley  | Mark Fish                        | 21. december 2006  |
| 85      | 9       | "The My Two Dads"               | Michael Schultz | Josh Schwartz & Stephanie Savage | 4. januar 2007     |
| 86      | 10      | "The French Connection"         | John Stephens   | J. J. Philbin                    | 11. januar 2007    |
| 87      | 11      | "The Dream Lover"               | Patrick Norris  | Leila Gerstein                   | 18. januar 2007    |
| 88      | 12      | "The Groundhog Day"             | Ian Toynton     | Mark Fish                        | 25. januar 2007    |
| 89      | 13      | "The Case of the Franks"        | Norman Buckley  | J. J. Philbin                    | 1. februar 2007    |
| 90      | 14      | "The Shake Up"                  | Ian Toynton     | John Stephens                    | 8. februar 2007    |
| 91      | 15      | "The Night Moves"               | Patrick Norris  | Stephanie Savage                 | 15. februar 2007   |
| 92      | 16      | "The End's Not Near, It's Here" | Ian Toynton     | Josh Schwartz                    | 22. februar 2007   |

- ↑† – Tirsdag den 7. november 2006 kl. 8:00 pm ET, blev afsnit to for første gang vist i Canada, på kanalen CTV. I USA blev afsnittet sendt næste dag kl. 9:00 pm ET.[35]

## Specialafsnit
For at fuldende anden sæson, blev der produceret to specialafsnit, som ikke var med i det oprindelige manuskript. Disse afsnit blev sendt på FOX, i ugerne op til premieren på anden sæson. Det første afsnit dokumenterer seriens indvirkning på populærkulturen, mens det andet viser "en typisk dag" under optagelserne på serien.
| # | Titel                                    | Instruktør   | Original sendedato |
| 1 | "The O.C.: Obsess Completely"            | Brad Lachman | 16. september 2004 |
| 2 | "Welcome to The O.C.: A Day in the Life" | Brad Lachman | 23. september 2004 |